# 沃尔特海姆-佩特海姆
沃尔特海姆-佩特海姆（荷蘭語：Wortegem-Petegem，荷蘭語發音：[ˌʋɔrtəɣɛm ˈpeːtəɣɛm]）是比利时弗拉芒大區东佛兰德省奧德納爾德區的一个市镇，西与西佛兰德省接壤，通行荷蘭語，是弗拉芒社群的一部分，面积42.47平方千米，人口6,440人（2018年1月1日）。

## 友好城市
- 法國 莫兰盖姆
- 法國 埃尔瑟奈姆
- 南非 韦尔德里夫（英语：Velddrif）